# Espace-temps

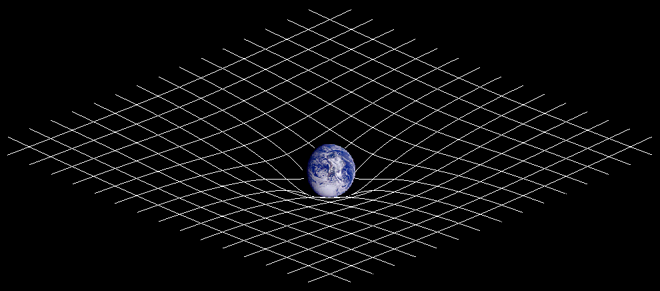
Influence d'une masse (ici, la Terre) sur l'espace-temps, représenté en deux dimensions.

Cet article concerne la notion physique. Pour la notion géographique, voir Espace-temps (géographie). Pour la revue en ligne, voir EspacesTemps.net.
En physique, l'espace-temps est une représentation mathématique de l'espace et du temps comme deux notions inséparables et s'influençant l'une l'autre. En réalité, ce sont deux versions (vues sous un angle différent) d'une même entité.[réf. nécessaire]
Cette conception de l'espace et du temps est l'un des grands bouleversements survenus au début du XXe siècle dans le domaine de la physique, mais aussi pour la philosophie. Elle est apparue avec la relativité restreinte et sa représentation géométrique qu'est l'espace de Minkowski ; son importance a été renforcée par la relativité générale.

## La notion d'espace-temps
Le continuum espace-temps comporte quatre dimensions : trois dimensions pour l'espace, « x », « y », et « z », et une pour le temps, « t ». Afin de pouvoir les manipuler plus aisément, on s'arrange pour que ces quatre grandeurs soient homogènes à une distance en multipliant « t » par la constante « c » (célérité de la lumière dans le vide).[réf. nécessaire]
Un événement se positionne dans le temps et l'espace par ses coordonnées « ct », « x », « y », « z », qui dépendent toutes du référentiel. Il est très difficile de s'imaginer que l'échelle des durées ne soit pas la même suivant le référentiel dans lequel on mesure, mais c'est bien le cas : elle n'est donc pas absolue ; il en va de même pour l'espace : la longueur d'un objet peut être différente selon le référentiel de mesure.
Dans l'état actuel des connaissances, seul l'espace-temps comme concept unifié, qui est mathématiquement un espace de Minkowski en relativité restreinte et un espace courbe quelconque en relativité générale, est invariant quel que soit le référentiel choisi, tandis que ses dimensions d'espace et temps en sont des aspects qui dépendent du point de vue (référentiel).
Le rapport entre les mesures d'espace et temps donné par la constante universelle c permet de décrire une distance d en fonction du temps : d = ct avec t le temps nécessaire à la lumière pour parcourir d. Le Soleil est à environ 150 millions de kilomètres c'est-à-dire à environ 8 minutes-lumière de la Terre. En disant « minutes-lumière », on parle d'une mesure de temps multipliée par c, et on obtient une mesure de distance, dans ce cas-ci des kilomètres. Autrement dit, le facteur c sert à convertir des unités de temps en unités de distance. Kilomètres et minutes-lumière sont donc deux unités de mesure de distance.
Ce qui unifie espace et temps dans une même équation, c'est que la mesure du temps peut être transformée en mesure de distance (en multipliant t, exprimé en unités de temps, par c), et t peut donc de ce fait être associé aux trois autres coordonnées de distance dans une équation où toutes les mesures sont en unités de distance. En ce sens, on pourrait dire que le temps est de l'espace.
Cependant John Wheeler tient à rappeler que le temps et l'espace ont de grandes différences de nature, ne sont pas complètement identifiables et ne se transforment que partiellement l'un en l'autre dans un changement de repère[réf. nécessaire].

### Dimensions
En relativité restreinte, l'espace-temps a quatre dimensions : trois d'espace et une de temps. Il en est de même en relativité générale. Mais, dans le cadre de théories spéculatives, l'espace-temps peut avoir une ou des dimensions additionnelles. La première théorie dont l'espace-temps a plus de quatre dimensions est celle proposée en 1914 par Gunnar Nordström (1881-1923). L'espace-temps est également pentadimensionnel dans la théorie de Kaluza-Klein proposée en 1919-1921 par Theodor Kaluza (1885-1954) puis revue en 1926 par Oskar Klein (1894-1977). L'espace-temps a dix dimensions dans le cadre de théorie des cordes ; il en a onze dans celui de la théorie M proposée en 1995 par Edward Witten (1951-),.

## Popularité de la notion d'espace-temps
La notion d'espace-temps intéresse grandement les philosophes, comme Cassirer,  Stengers, Bergson,, etc.
Ce concept, ou du moins son nom, est souvent utilisé dans les dialogues et scénarios de romans ou films de science-fiction (exemple : Interstellar de Christopher Nolan), illustré par les notions de « vortex spatio-temporel », « univers parallèle », boucle spatio-temporelle, voyage dans le temps, etc.
Le concept est également sujet d'humour, d'aventure ou d'effroi, dans des bandes dessinées, imprimées ou en ligne, telles que xkcd de Randall Munroe ou Vortex de Stan et Vince ou Bob Morane et Les Tours de Cristal de Dino Attanasio et Henri Vernes. Mais également dans des romans tels que La Patrouille du Temps de Poul Anderson ou Le Cycle du Temps des aventures de Bob Morane de Henri Vernes.
Contrairement à la notion d'espace ou de temps, la notion d'espace-temps a globalement du mal à s’ancrer en tant que réalité physique dans la culture générale et l’inconscient collectif. Le temps et l'espace ont toujours tendance à être dissociés et le temps à être perçu uniquement comme un concept qui n'a pas de réalité physique (contrairement à l'espace).[réf. nécessaire]

## Histoire du concept
La mécanique newtonienne s'est développée sans la notion d'espace-temps : sa reformulation quadridimensionnelle — l'espace-temps einsteinien — ne s'est développée qu'au XXe siècle, notamment avec les travaux d'Élie Cartan (1869-1951) et d'Edward A. Milne (1896-1950).
La notion d'espace-temps émerge au XVIIIe siècle, notamment avec Jean d'Alembert (1717-1783) dont l'article « Dimension » de l'Encyclopédie est — semble-t-il — la première publication à proposer de considérer le temps comme une quatrième coordonnée,,. Mais elle ne s'impose en physique qu'au début du XXe siècle, à la suite des travaux d'Henri Poincaré (1854-1912) puis de Hermann Minkowski (1864-1909).
La culture inca ne distingue pas l'espace et le temps ; l'espace-temps est appelé « pacha », en quechua et en aymara,,. Selon Catherine J. Allen, « le mot quechua pacha peut faire référence à l’ensemble du cosmos ou à un moment spécifique du cosmos, son interprétation dépendant du contexte ». Elle choisit donc de traduire pacha par « world-moment » (moment-monde).